# Konika Rani Adhikary

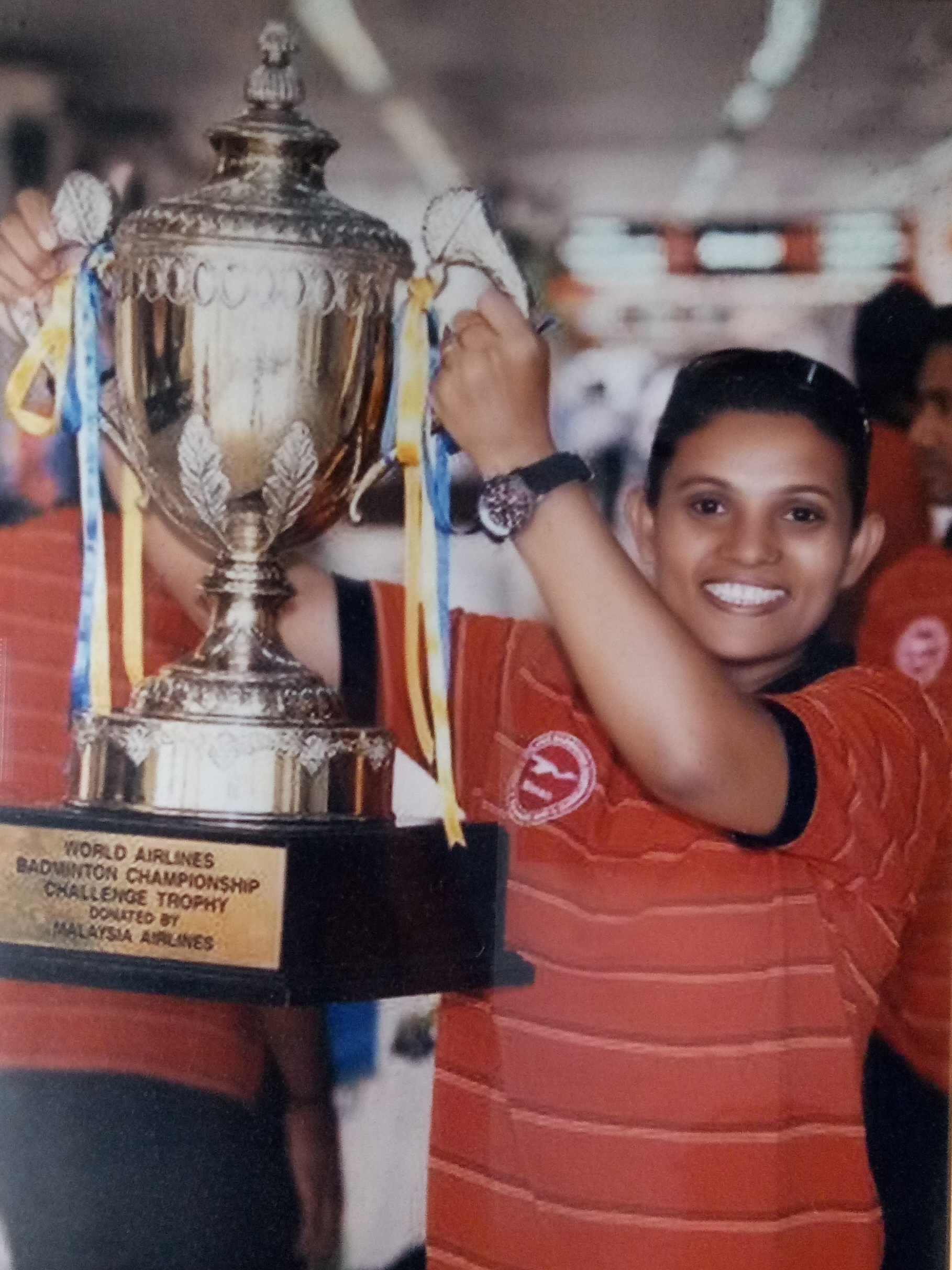
Konika Rani Adhikary

Konika Rani Adhikary (bengalisch: কণিকা রানী অধিকারী Kaṇikā Rānī Adhikārī; * um 1975) ist eine Badmintonspielerin aus Bangladesch.

## Karriere
Konika Rani Adhikary siegte 1996 erstmals bei den nationalen Titelkämpfen in Bangladesch. 14 weitere Titelgewinne folgten bis 2008. Insgesamt siegte sie siebenmal im Mixed, sechsmal im Damendoppel und zweimal im Einzel.

## Sportliche Erfolge
| Saison | Veranstaltung                  | Disziplin   | Platz | Name                                       |
| ------ | ------------------------------ | ----------- | ----- | ------------------------------------------ |
| 1996   | Bangladeschische Meisterschaft | Damendoppel | 1     | Konika Rani Adhikary / Sharmin Akthar Momo |
| 1997   | Bangladeschische Meisterschaft | Mixed       | 1     | Rasel Kabir Sumon / Konika Rani Adhikary   |
| 1998   | Bangladeschische Meisterschaft | Mixed       | 1     | Mahbubur Rob / Konika Rani Adhikary        |
| 1998   | Bangladeschische Meisterschaft | Damendoppel | 1     | Konika Rani Adhikary / Sharmin Akthar Momo |
| 1999   | Bangladeschische Meisterschaft | Mixed       | 1     | Rasel Kabir Sumon / Konika Rani Adhikary   |
| 2000   | Bangladeschische Meisterschaft | Damendoppel | 1     | Konika Rani Adhikary / Sharmin Akthar Momo |
| 2001   | Bangladeschische Meisterschaft | Mixed       | 1     | Rasel Kabir Sumon / Konika Rani Adhikary   |
| 2003   | Bangladeschische Meisterschaft | Damendoppel | 1     | Sharmin Akthar Momo / Konika Rani Adhikary |
| 2003   | Bangladeschische Meisterschaft | Dameneinzel | 1     | Konika Rani Adhikary                       |
| 2005   | Bangladeschische Meisterschaft | Mixed       | 1     | Konika Rani Adhikary / Rasel Kabir Sumon   |
| 2006   | Bangladeschische Meisterschaft | Mixed       | 1     | Konika Rani Adhikary / Rasel Kabir Sumon   |
| 2006   | Bangladeschische Meisterschaft | Damendoppel | 1     | Konika Rani Adhikary / Shapla Akhter       |
| 2006   | Bangladeschische Meisterschaft | Dameneinzel | 1     | Konika Rani Adhikary                       |
| 2008   | Bangladeschische Meisterschaft | Mixed       | 1     | Konika Rani Adhikary / Rasel Kabir Sumon   |
| 2008   | Bangladeschische Meisterschaft | Damendoppel | 1     | Konika Rani Adhikary / Jebunnesa Seema     |

## Referenzen
- https://bwf.tournamentsoftware.com/player-profile/B9637473-4816-4E99-9002-D187BF34489D

| Personendaten    | Personendaten                                    |
| ---------------- | ------------------------------------------------ |
| NAME             | Adhikary, Konika Rani                            |
| ALTERNATIVNAMEN  | Adhikari, Konika Rani; অধিকারী, কণিকা রানী (bengalisch) |
| KURZBESCHREIBUNG | bangladeschische Badmintonspielerin              |
| GEBURTSDATUM     | um 1975                                          |